# Bolesław Własnowolski
Bolesław Andrzej Własnowolski ps. „Vodka”, (ur. 29 listopada 1916 w Krakowie, zm. 1 listopada 1940 w Liphook Game Farm koło Stoughton) – podporucznik pilot Wojska Polskiego, porucznik (ang. Flying Officer) Królewskich Sił Powietrznych, as myśliwski Polskich Sił Powietrznych na Zachodzie, kawaler Krzyża Srebrnego Orderu Wojennego Virtuti Militari.

## Życiorys
Urodził się w Krakowie, gdzie uczęszczał do szkół i w 1936 roku zdał maturę w Państwowym IV Gimnazjum im. Henryka Sienkiewicza.
Po ukończeniu szkoły wstąpił ochotniczo do wojska i został skierowany na kurs podchorążych przy 82 Pułku Piechoty w Brześciu nad Bugiem. W lutym 1937 roku został przeniesiony do Szkoły Podchorążych Rezerwy Lotnictwa i rozpoczął szkolenie podstawowe w zakresie pilotażu na lotnisku w Sadkowie. Po ukończeniu szkolenia 28 września 1937 roku otrzymał przydział eskadry treningowej 2 pułku lotniczego w Krakowie w stopniu plutonowego podchorążego. 22 października 1937 roku wstąpił do Szkoły Podchorążych Lotnictwa w Dęblinie (XII promocja, 102 lokata).
18 czerwca 1939 roku na cztery miesiące przed promocją skierowany został do 122 eskadry myśliwskiej w Krakowie, gdzie miał odbyć praktykę latając na samolotach PZL P.11c. W składzie tej eskadry wziął udział w kampanii wrześniowej w ramach Armii „Kraków”. W dniu 2 września w rejonie Krakowa wziął udział w walce powietrznej 121 i 122 eskadry myśliwskiej z niemiecką wyprawą bombową, w walce tej zestrzelił wspólnie z plut. Władysławem Majchrzykiem samolot Dornier Do 17. Później uczestniczył jeszcze w kilku lotach bojowych nie odnosząc innych zwycięstw. W dniu 17 września 1939 roku wraz z całą eskadrą przekroczył granicę rumuńską.
Pod koniec 1939 roku dotarł do Francji, gdzie rozkazem z dnia 8 września został awansowany do stopnia podporucznika ze starszeństwem od dnia 1 września 1939 roku. Zgłosił się na ochotnika do służby w Wielkiej Brytanii i w styczniu 1940 roku znalazł się w polskim ośrodku szkoleniowym w Eastchurch.
8 sierpnia 1940 roku został przydzielony do 32 dywizjonu myśliwskiego RAF, stacjonującego na lotnisku Biggin Hill pod Londynem i rozpoczął loty bojowe na samolocie Hawker Hurricane. W dniu 14 sierpnia jego samolot został zestrzelony, lecz on nie odniósł żadnych obrażeń i wrócił do dywizjonu. Następnego dnia w czasie kolejnego lotu bojowego zestrzelił w rejonie Harwich niemiecki samolot myśliwski Bf 109. W dniu 18 sierpnia zaliczył dwa kolejne zestrzelania, nad Kenley zestrzelił niemieckie samolot bombowy Do 215 i nad Canterbury Bf 109.
13 września 1940 roku został przeniesiony do 607 dywizjonu myśliwskiego RAF, stacjonującego na lotnisku Tangmere. W składzie tego dywizjonu w dniu 15 września zestrzelił kolejny samolot Do 17.
17 września 1940 roku został kolejny raz przeniesiony i wszedł w skład 213 dywizjonu myśliwskiego RAF, stacjonującego na lotnisku Tangmere. W składzie tego dywizjonu walczył do końca bitwy o Anglię, odnosząc w dniu 15 października kolejne zwycięstwo, nad Christchurch zestrzelił samolot myśliwski Bf 109.
Już po formalnym zakończeniu bitwy o Anglię w dniu 1 listopada 1940 roku w trakcie kolejnego lotu bojowego doszło do walki 213 dywizjonu z niemieckimi samolotami Bf 109, w trakcie tej walki samolot ppor. Własnowolskiego (Hurricane I, kod AK-V, numer N2608) został zestrzelony nad Stoughton i rozbił się niedaleko Liphook Game Farm, pilot poniósł śmierć.

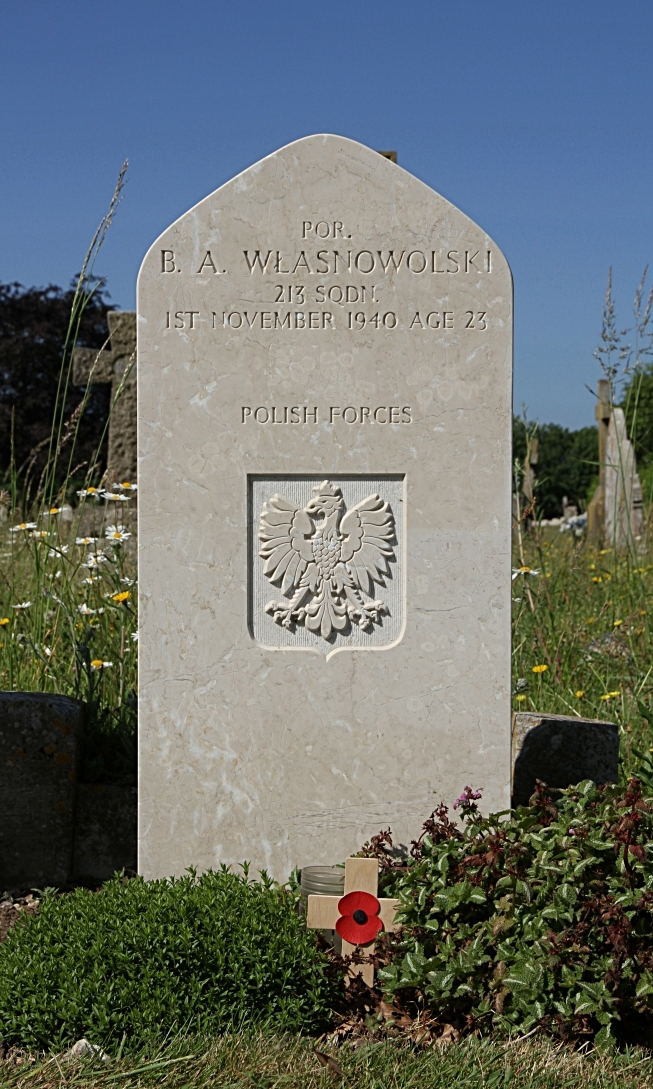
Grób Bolesława Własnowolskiego w Chichester

Pochowany został na cmentarzu w Chichester.

## Zestrzelenia
Na liście Bajana sklasyfikowany został na 35. pozycji z 5 i ½ samolotami Luftwaffe zestrzelonymi na pewno.
- 1/2 x Ju 87 - 2 września 1939
- Bf 109 - 15 sierpnia 1940
- Do 17 - 18 sierpnia 1940
- Bf 109 - 18 sierpnia 1940
- Do 17 - 15 września 1940
- Bf 109 - 15 października 1940

## Ordery i odznaczenia
- Krzyż Srebrny Orderu Wojennego Virtuti Militari nr 8988 - pośmiertnie 1 lutego 1941
- Krzyż Walecznych - pośmiertnie 31 października 1946
- Medal Lotniczy
- Polowy Znak Pilota nr 421